# Grady Sizemore
Pour les articles homonymes, voir Sizemore.
Grady Sizemore (né le 2 août 1982 à Seattle, Washington, États-Unis) est un joueur de champ extérieur de la Ligue majeure de baseball. Il est présentement agent libre.
Invité au match des étoiles en 2006, 2007 et 2008, Sizemore évolue pour les Indians de Cleveland de 2004 à 2011 avant de rater deux saisons entières en raison de blessures. Il effectue un retour au début 2014 chez les Red Sox de Boston.

## Carrière

### Carrière scolaire
Le lycéen Grady Sizemore porte les couleurs de son établissement, Cascade High School à Everett (Washington), en football américain, en basket-ball et en baseball. En football américain, il signe une lettre d'intention de rejoindre l'Université de Washington et ses Huskies, mais il opte pour le baseball en évitant le passage par l'université.

### Ligues mineures
Sizemore est drafté dès sa sortie du lycée par les Expos de Montréal en 2000, au troisième tour de sélection avec un contrat de deux millions de dollars par an pour commencer. Il porte alors les couleurs des franchises de ligues mineures de l'organisation des Expos (Gulf Coast Expos (rookie league), Clinton LumberKings (A) et Brevard County Manatees (A)) jusqu'au 27 juin 2002. Il est alors transféré à Cleveland et termine sa phase de formation ligue mineure avec les Kinston Indians (A), les Akron Aeros (AA) et les Buffalo Bisons (AAA).

### Ligue majeure

#### Indians de Cleveland

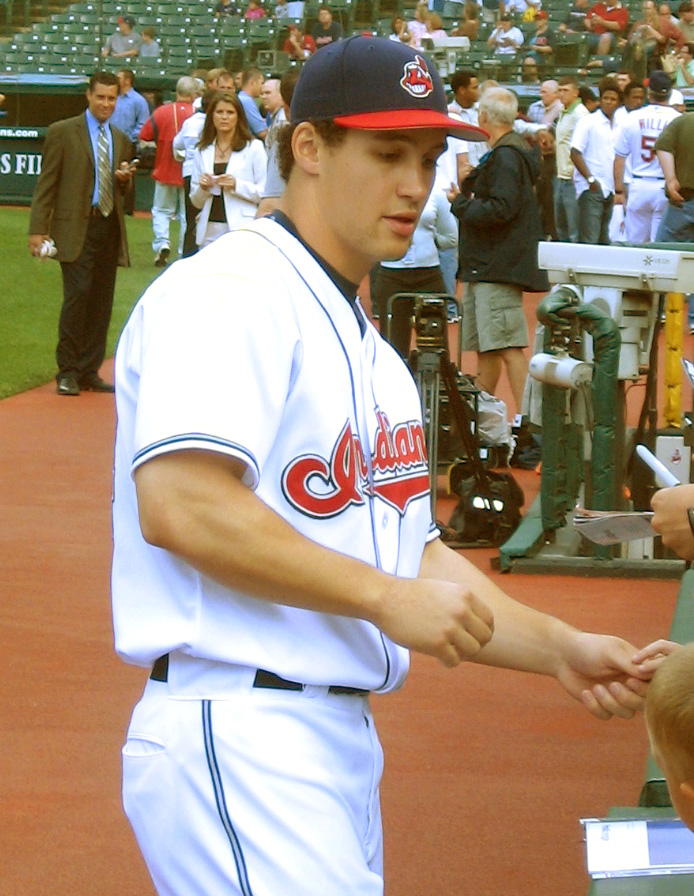
Sizemore en 2006 avec Cleveland.

Grady Sizemore débute en Ligue majeure sous l'uniforme des Indians le 21 juillet 2004. Ce jeune joueur talentueux est l'un des joueurs préférés du public de Jacobs Field. Sa réputation dépasse désormais très largement le cercle des fans des Indians, et il participe d'ailleurs au Match des étoiles en 2006, 2007 et 2008.
Sélectionné en équipe des États-Unis pour participer à la Classique mondiale de baseball 2009, il décline au dernier moment cette sélection en raion d'une blessure. La saison 2009 est assez moyenne pour Sizemore qui quitte les terrains de jeu un mois avant la fin de la saison régulière pour se faire opérer avec succès le coude gauche.
Après 33 matchs joués en 2010, la saison est terminée pour Sizemore qui subit une opération chirurgicale du genou gauche pour une micro-fracture.
Le retour au jeu de Sizemore a lieu le 20 mars 2011 face aux Diamondbacks de l'Arizona. Il est alors utilisé comme frappeur désigné, puis retrouve sa position dans le champ centre le 22 face au même adversaire. Sizemore était absent des terrains depuis le 16 mai 2010. Il ne sera toutefois pas prêt pour s'aligner en Majeure à l'ouverture de la saison.
Grady retrouve les terrains de Ligue majeure le 17 avril 2011. Il frappe un coup de circuit pour signer son retour lors de la troisième victoire consécutive des Indians contre les Orioles de Baltimore. Après la saison, il devient agent libre. Le 23 novembre, les Indians annoncent le retour de Sizemore, qui accepte un nouveau contrat d'une saison.
Durant l'entraînement de printemps 2012, il est opéré au dos et doit rater de 8 à 12 semaines de jeu. Opéré de nouveau à un genou en septembre suivant, il demeure un agent libre toute l'année 2013 et rate une deuxième saison.

#### Red Sox de Boston
Le 22 janvier 2014, Sizemore signe un contrat d'un an avec les Red Sox de Boston. Sizemore, qui n'avait pas joué un match des majeures depuis le 22 septembre 2011, effectue son retour avec Boston le 31 mars 2014. L'expérience dure 52 matchs. Il est libéré par les Red Sox le 18 juin, alors qu'il ne frappe que pour ,216 de moyenne au bâton avec deux circuits.

#### Phillies de Philadelphie
Le 24 juin 2014, Sizemore signe un contrat des ligues mineures avec les Phillies de Philadelphie. Il joue 99 matchs des Phillies en 2014 et 2015 et frappe pour ,250 de moyenne au bâton. L'équipe le libère le 1er juin 2015.

#### Rays de Tampa Bay
Sizemore rejoint les Rays de Tampa Bay le 15 juin 2015.

## Statistiques
| Saison | Équipe    | G   | AB   | R   | H   | 2B  | 3B | HR  | RBI | SB  | BA   |
| ------ | --------- | --- | ---- | --- | --- | --- | -- | --- | --- | --- | ---- |
| 2004   | Cleveland | 43  | 138  | 15  | 34  | 6   | 2  | 4   | 24  | 2   | .246 |
| 2005   | Cleveland | 158 | 640  | 111 | 185 | 37  | 11 | 22  | 81  | 22  | .289 |
| 2006   | Cleveland | 162 | 655  | 134 | 190 | 53  | 11 | 28  | 76  | 22  | .290 |
| 2007   | Cleveland | 162 | 628  | 118 | 174 | 34  | 5  | 24  | 78  | 33  | .277 |
| 2008   | Cleveland | 157 | 634  | 101 | 170 | 39  | 5  | 33  | 90  | 38  | .268 |
| 2009   | Cleveland | 106 | 436  | 73  | 108 | 20  | 6  | 18  | 64  | 13  | .248 |
| 2010   | Cleveland | 33  | 128  | 15  | 27  | 6   | 2  | 0   | 13  | 4   | .211 |
| Totaux | Totaux    | 821 | 3259 | 567 | 888 | 195 | 42 | 129 | 426 | 134 | .272 |

| Saison | Équipe    | G  | AB | R | H  | 2B | 3B | HR | RBI | SB | BA   |
| ------ | --------- | -- | -- | - | -- | -- | -- | -- | --- | -- | ---- |
| 2007   | Cleveland | 11 | 43 | 9 | 12 | 2  | 1  | 2  | 3   | 2  | .279 |
| Totaux | Totaux    | 11 | 43 | 9 | 12 | 2  | 1  | 2  | 3   | 2  | .279 |

Note : G = Matches joués ; AB = Passages au bâton; R = Points ; H = Coups sûrs ; 2B = Doubles ; 3B = Triples ; 
HR = Coup de circuit ; RBI = Points produits ; SB = Buts volés ; BA = Moyenne au bâton.